# Cot Meureubo
Cot Meureubo is een bestuurslaag in het regentschap Aceh Utara van de provincie Atjeh, Indonesië. Cot Meureubo telt 914 inwoners (volkstelling 2010).